# Crocodile Dundee
Crocodile Dundee (sau "Crocodile" Dundee - denumirea internațională) este un film de comedie australian din 1986. Acțiunea se petrece în Outback-ul australian și la New York. Paul Hogan joacă rolul „aborigenului alb” Mick Dundee, personaj inspirat de Rodney Ansell, cel care a supraviețuit 56 de zile fără hrană în Teritoriul de Nord. Viitoarea soție a lui Hogan, Linda Kozlowski, joacă rolul lui Sue Charlton.
Inspirat din viața reală a exploratorului Rodney Ansell, filmul a fost produs cu un buget sub 10 milioane $, cu scopul de a face un film comercial australian care să atragă o audiență în principal americană, dar în cele din urmă filmul a avut un mare succes la nivel mondial. Lansat la 30 aprilie 1986 în Australia și la 26 septembrie 1986 în Statele Unite, a fost al doilea film în topul încasărilor din Statele Unite în acel an (după Top Gun), fiind de asemenea al doilea film în topul încasărilor la nivel mondial.
Există două versiuni ale filmului: versiunea australiană și cea americană/internațională. Aceasta din urmă a fost mai scurtă cu câteva minute, iar mulți termeni australieni de argou au fost înlocuiți cu cuvinte mai ușor de înțeles pentru publicul american. Filmul a fost urmat de două continuări: "Crocodile" Dundee II (1988)  și Crocodile Dundee in Los Angeles (2001).